# Cultura Nakhchivan-Kizilveng
La cultura Nakhchivan-Kizilveng, conosciuta anche come cultura della ceramica dipinta, è una cultura materiale della media età del bronzo, datata tra il III e II millennio a.C. I centri principali di questa cultura si trovavano a Nakhchivan,nella valle di Arpachay, in Anatolia, il bacino del lago di Urmia e la Transcaucasia. In Azerbaigian, questa cultura è stata studiata sulla base di materiali archeologici provenienti dai siti Kültəpə I, Kültəpə II, Shahtakhti, Gizilburun, Nahjir, Shortepe, Garachuk, II Gazanchi qala e altri. La cultura della ceramica dipinta è stata studiata da archeologi azeri come O. Habibullayev, V. Bakhshaliyev, V. Aliyev e A. Akbarov. Secondo l'opinione di V. Bakhshaliyev, la formazione di questa cultura a Nakhchivan andrebbe collegata al processo di urbanizzazione. Ricerche recenti hanno suggerito che la cultura della ceramica dipinta di Nakhchivan fosse il risultato dello sviluppo naturale della cultura Kura-Araxes.

## Storia
La prima volta che furono scoperti reperti associati alla cultura della ceramica dipinta in Azerbaigian fu nel territorio di Nakhchivan, nel 1895. Come risultato dei lavori sul terreno intorno al cimitero di Kizilveng, situato a 18 km da Nakhchivan e 3 km a sud di Tazakand, sulla riva sinistra del fiume Aras, nelle tombe a sarcofago di pietra sono stati rinvenuti numerosi reperti, tra cui piatti semplici e decorati. N. Fyodorov condusse gli scavi per conto della Commissione Archeologica Russa a Nakchivan dove trovò sepolture con ceramiche dipinte datate alla fine del II millennio a.C. Uno studio relativamente ampio è stato reso possibile durante il periodo sovietico. Nel 1926 furono condotte ricerche nel cimitero di Kızılvenk a Nakhchivan dall'Associazione delle Scienze Transcaucasiche, sotto la guida di A. Miller. Nel 1934, diversi piatti decorati furono trovati vicino all'insediamento di Shortepe a Sharur. Gli scavi continuarono negli anni '60: furono studiate le ceramiche dipinte di Kultepe II e quelle dei bacini fluviali di Guruchay e Kondelenchay, mentre resti di piatti decorati sono stati trovati anche a Karakopektepe.
Gli archeologi hanno diviso cronologicamente questa cultura in quattro periodi:
- XX-XVII secolo a.C. - reperti di ceramica semplice parzialmente lucidata, con decorazione monocroma (prevalentemente nera e grigia), decorata con forme geometriche semplici o con motivi antropomorfi o zoomorfi; ritrovati a Shortepe, Kültəpə I, Kültəpə II, Uzerliktepe.
- XVII-XV secolo a.C. - ceramica decorata policroma, decorati con forme geometriche complesse, finemente decorati con motivi antropomorfi e zoomorfi; ritrovati a Gizilveng.
- XIV-XI secolo a.C. - ceramica decorata monocroma e policroma, decorato in modo relativamente impreciso con motivi geometrici, antropomorfi e zoomorfi.
- X-VII secolo a.C. - ceramica decorata con motivi geometrici più rigidi e semplici tinti solo di rosso.[8][10][11]

## Reperti
I vasi dipinti erano già rappresentati nelle ceramiche della variante di Nakhchivan della cultura Kura-Araxes, che precedette la cultura di Nakhchivan. In generale, vasi di terracotta rossi sono stati trovati in Azerbaigian sin dal periodo eneolitico. Ad eccezione di un gruppo di vasi dipinti, il resto di queste ceramiche non differiva da altri vasi del gruppo eneolitico per il contenuto di argilla o per la tecnologia di preparazione. Nel 1936, vasi dipinti appartenenti alla media età del bronzo, furono ritrovati nel secondo strato dell'insediamento di Shortepe.
Reperti di ceramica con decorazione monocroma sono stati scoperti dalla necropoli di Dize, mentre vasi con decorazione monocroma datati al III-II millennio a.C. sono stati rinvenuti principalmente nella necropoli di Yayjı a Nakhchivan. Sulle brocche a collo lungo monocrome erano illustrati un'ampia gamma di disegni zoomorfi. Nel 1951, la spedizione archeologica organizzata dall'Istituto di Storia dell'Accademia delle Scienze dell'URSS sotto la guida di O. Habibullayev condusse ricerche nel Kültəpə I e qui trovò piatti decorati.
A Kültəpə II furono scoperti vasi di argilla sia di tipo monocromo che policromo. I vasi di colore rosso trovati sugli strati superiori di Kültəpə II erano identici ai materiali delle aree residenziali di Maxta Kültəpə I e II. I resti di ceramica dipinta rinvenuti a Uzerliktepe (Aghdam) sono stati divisi in due gruppi: il primo era rosso chiaro, ricordava i piatti dipinti di tipo Kizilveng e presentava figure geometriche e zoomorfe, mentre il secondo era lucido. Oltre alle decorazioni in nero e grigio, nella regione di Karaköpektepe sono stati ritrovati anche piatti di tipo monocromatico. Nel 2008, uno studio condotto dalla filiale di Nakhchivan dell'ANAS e dall'Università Georgiana degli Stati Uniti sotto la guida di V. Bakhshaliyev ha datato i vasi dipinti trovati nell'insediamento di Oghlanqala all'età del ferro.

## Rapporti con altre culture
Modelli simili di vasi dipinti di Nakhchivan sono stati trovati nel bacino dei laghi di Van e di Urmia, nell'Anatolia nord-orientale, e nelle pianure di Mil-Mugan, intorno a Goyche. Pertanto, è probabile che queste regioni condividessero una cultura materiale comune; inoltre, esistevano molte caratteristiche comuni tra la ceramica policroma di Kültəpə II e i resti di ceramica dei siti di Urmia, di Haftavān-Tepe e di Geoy Tepe. Le ceramiche dipinte trovate a Kültəpə I somigliavano ai resti della cultura Halaf, ciò ha indotto i ricercatori a presumere che queste popolazioni avessero legami con la Mesopotamia.
Anche la ciotola dipinta del Calcolitico medio trovata nel sito di Shortepe aveva caratteristiche comuni a quelle delle culture di Halaf e di Ubaid, probabilmente a causa dell'influenza di queste ultime. Si ritiene che i disegni raffigurati sulle ceramiche dipinte di Nakhchivan abbiano significato cultuale. Il disegno della stella a otto punte presente su di un vaso trovato nella necropoli di Nehecir e l'abito della donna sulla brocca dipinta di Kızılburun sono simili alla stella e all'abito della dea raffigurati sul monumento alla Vittoria del sovrano Lullubita Anubanini.

## Galleria d'immagini

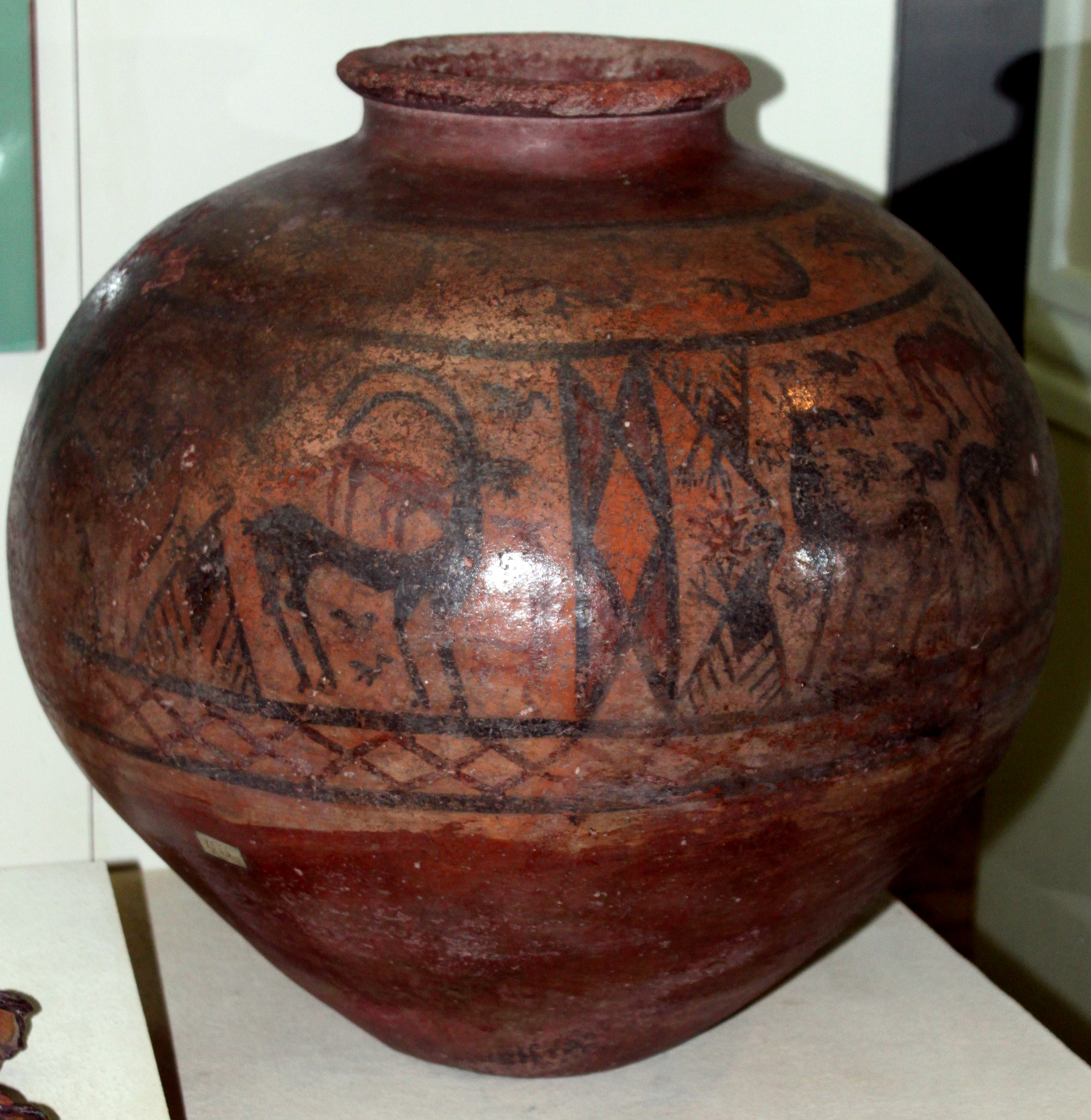
Vaso decorato proveniente da Shakhtakhti.
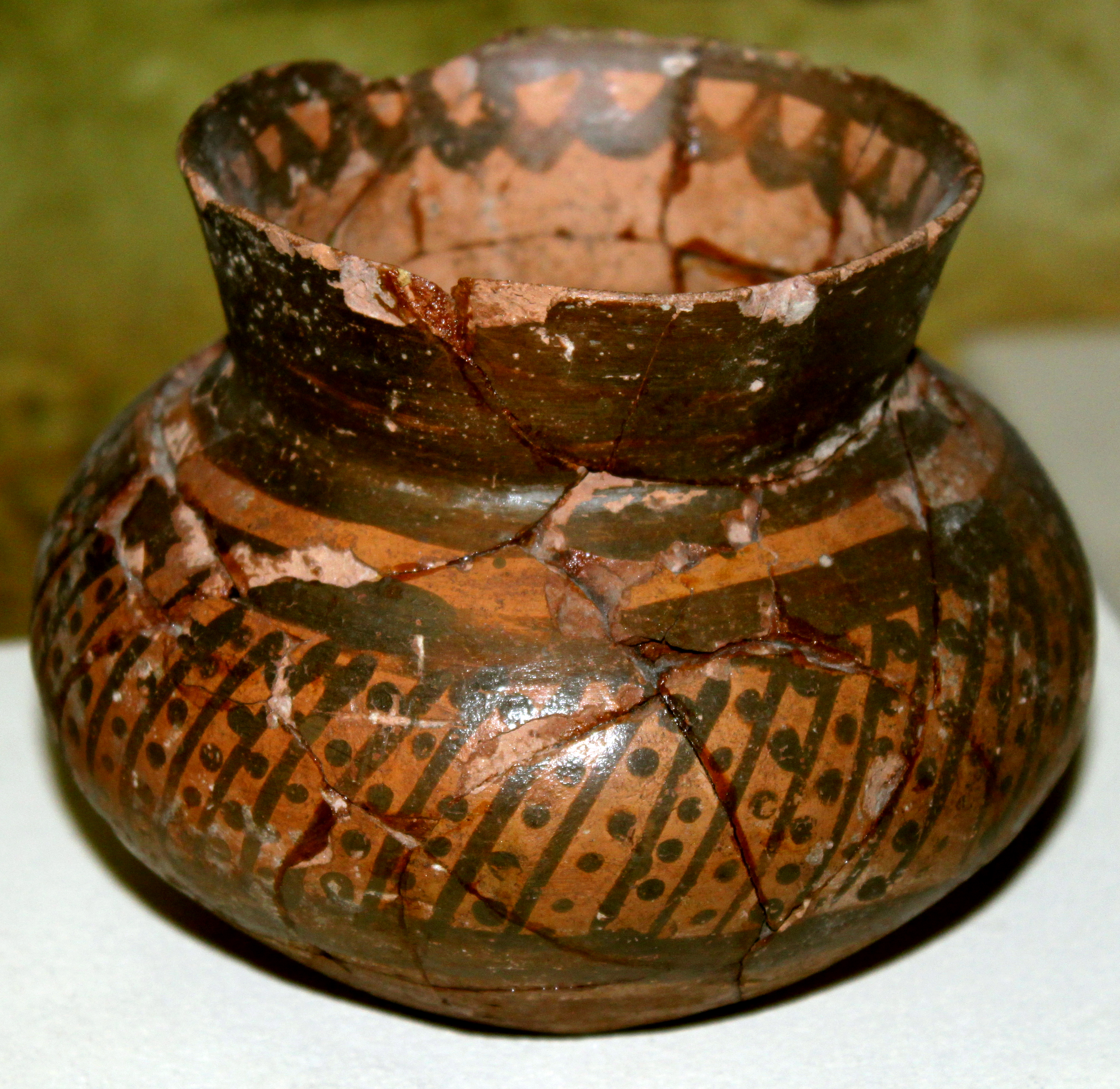
Vaso decorato proveniente da Kültəpə I.
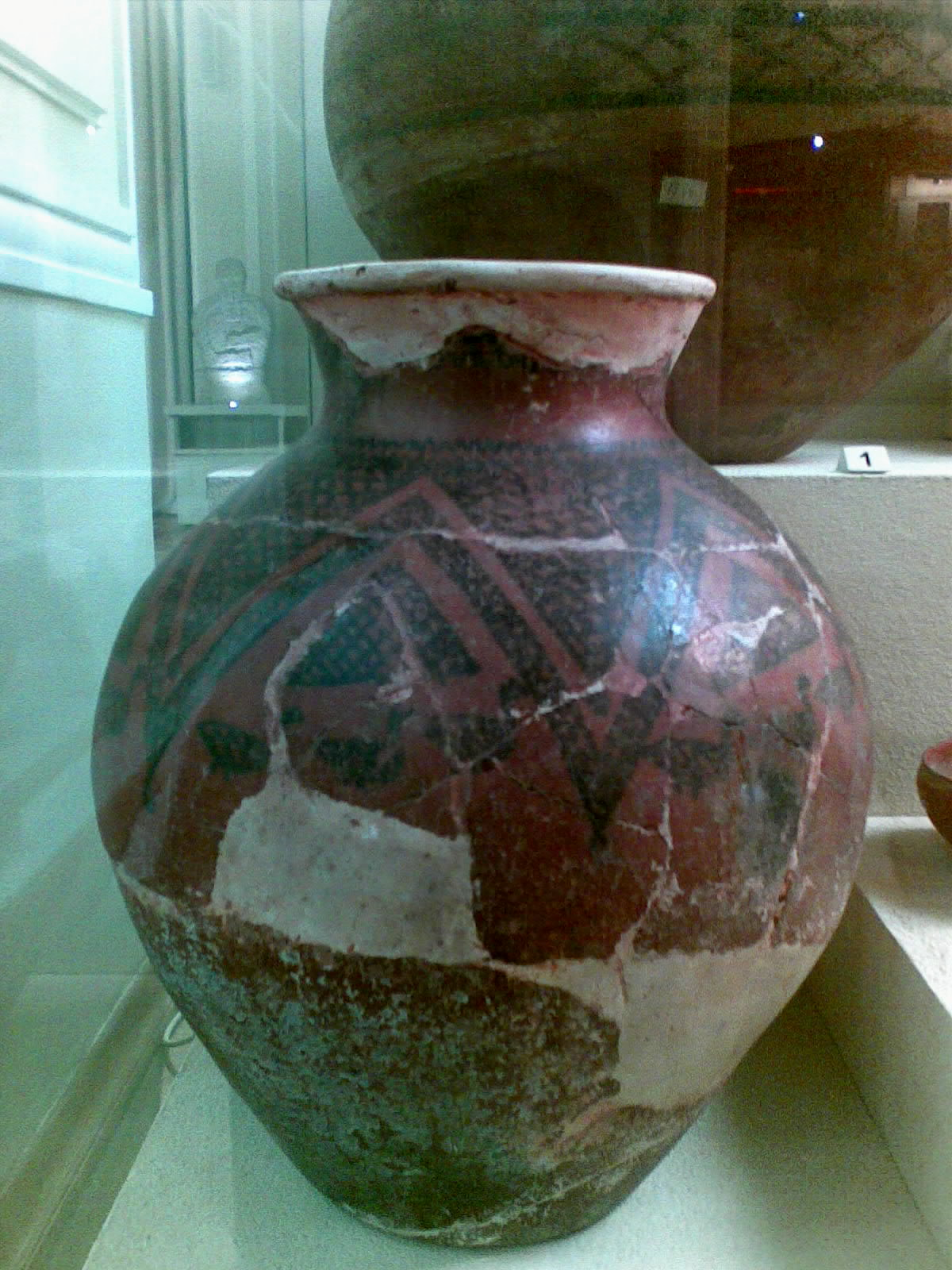
Vaso decorato proveniente da Kültəpə II.